# Alonso Sánchez Coello
Alonso Sánchez Coello (* 1531 oder 1532 in Benisayro bei Valencia; † 8. August 1588 in Madrid) war ein spanischer Maler.

## Leben
Sánchez Coello entstammte einer portugiesischen Familie. Er wurde als Kind nach Lissabon gebracht, wo er seinen ersten künstlerischen Unterricht erhielt. Hier schloss er sich Anthonis Mor an, den zu jener Zeit dort weilte. Er besuchte in Rom die Schule Raffaels. In Portugal diente er zunächst König Johann. Königin Johanna empfahl ihn ihrem Bruder Philipp II. von Spanien, an dessen Huf1 in Valladolid er seit 1557 arbeitete und der ihn 157 als Nachfolger Mors zu seinem Hofmaler ernannte. Wie sehr König Philipp seinen Maler schätzte, sieht man daran, dass er ihn in VBriefen seinen „vielgeliebten Sohn Alonso Sanches Coello“ nannte. Durch die sehr hohen Summen, die er mit seinen Arbeiten verdiente, konnte Sánchez Coello das Leben eines Grandseigneurs führen.
Der König besuchte seinen Maler fast täglich im Atelier und Sánchez Coello malte den Monarchen in den unterschiedlichsten Posen, mal sitzend, dann stehend oder zu Pferde. Er fertigte zahlreiche Bildnisse der ganzen königlichen Familie, die im Porträtsaal des Prado aufgestellt waren, bis sie bei einem Brand zerstört wurden. Er war auch für Karl V. als Porträtmaler tätig.
Sánchez Coello war für seine Porträtmalerei mit ausdrucksvollen Gesichtern und korrekter und sorgfältiger Zeichnung bekannt. Um das Jahr 1560 heiratete er Luisa (geborene Reynalte), die Tochter eines Silberschmieds. Seine Tochter die Malerin Isabella Sánchez Coello (1564–6. Februar 1612) war seine Schülerin. Sie heiratete Don Francisco de Herrera y Saavedra, Ritter von Santiago und Stadtrat von Madrid, der im Jahr 1602 starb. Sie hatte einen Sohn namens Antonio de Herrera y Saavedra.
Wie aus einem Briefwechsel hervorgeht, der 1580 einsetzte, hatte Sánchez Coello einen ansonsten unbekannten Bruder, der 1580 von einer Studienreise von Italien zurückgekehrt war, die er mit Unterstützung des Königs unternommen hatte. Ihm sollte die Stelle des Armero, also des königlicher Wappenmalers angeboten werden.
Die kunstwissenschaftliche und kunsttechnologische Forschung ergab, dass das um 1580 datierte Gemälde Die Dame mit dem Pelz (aufbewahrt im Pollock House, Glasgow), das früher als ein Werk El Grecos galt, jetzt Alonso Sánchez Coello zugeschrieben wird.

## Werke (Auswahl)
Zu seinen Hauptwerken zählt ein Hochaltar in El Espinar, der in den Jahren 1574 bis 1577 hergestellt wurde. Des Weiteren Altarbilder in der Kathedrale von Segovia und im Kloster San Lorenzo in El Escorial. Für Gonzalo Argote de Molina malte er 1571 eine Serie kleiner Porträts auf Holz.
- 1571: Porträt der Königin Anna
- 1578: Das Verlöbnis der Heiligen Katharina (Öl auf Kork) im Museo del Prado in Madrid
- 1582: Porträts von Juana, Prinzessin von Portugal, Catalina, Gattin Juan III. von Portugal, Luis Mendez de Haro, Diego de Cordoba, Juan de Austria,  Kaiser Rudolph und die Erzherzöge Ernst und Ferdinand
- Bildnis der Isabel Clara Eugenia (Öl auf Leinwand)
- Bildnis des Infanten Don Carlos
- Bildnis der Donna Isabella
- Sebastian mit Christus und Maria
- Juana de Mendoza, die Herzogin von Bejar als Kind, begleitet von ihrer Zwergin, die ihr die Schokolade reicht
- Die Prinzessin Eboli mit einer Augenklappe
- 1585: Porträt des hl. Ignaz von Loyola (verschollen)
- Königin Isabel de Valois

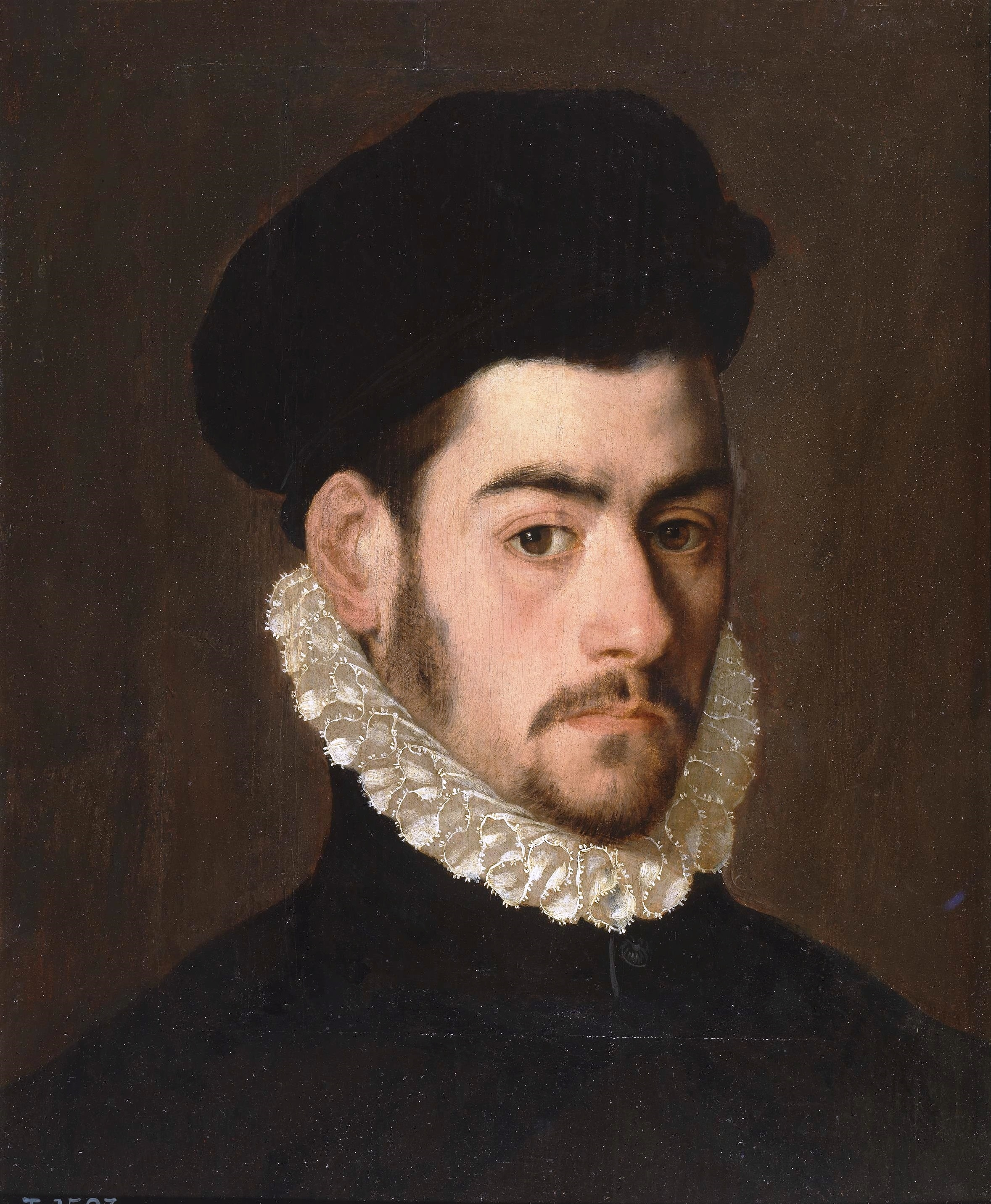
Alonso Sánchez Coello, Selbstporträt um 1570
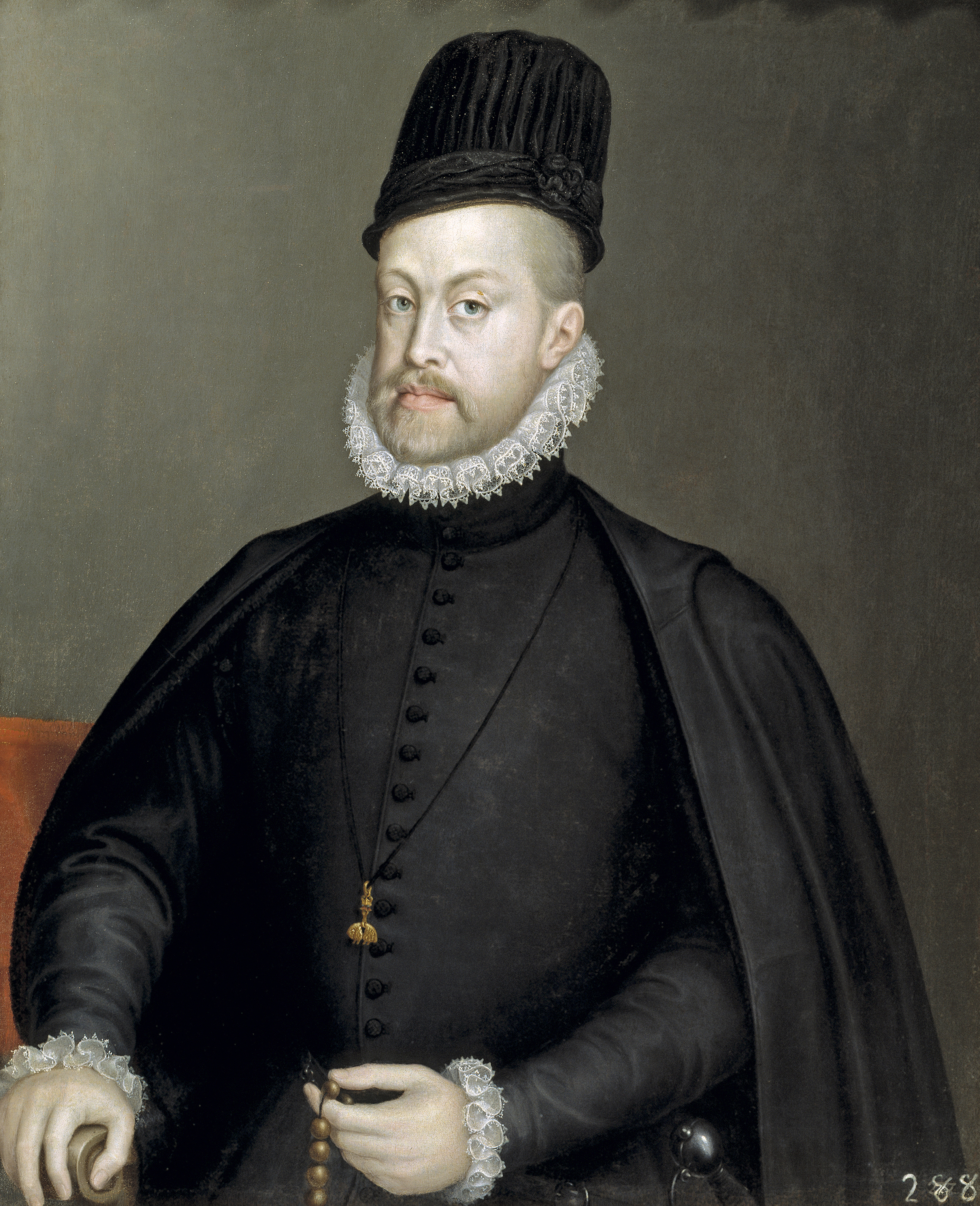
Philipp II., um 1564
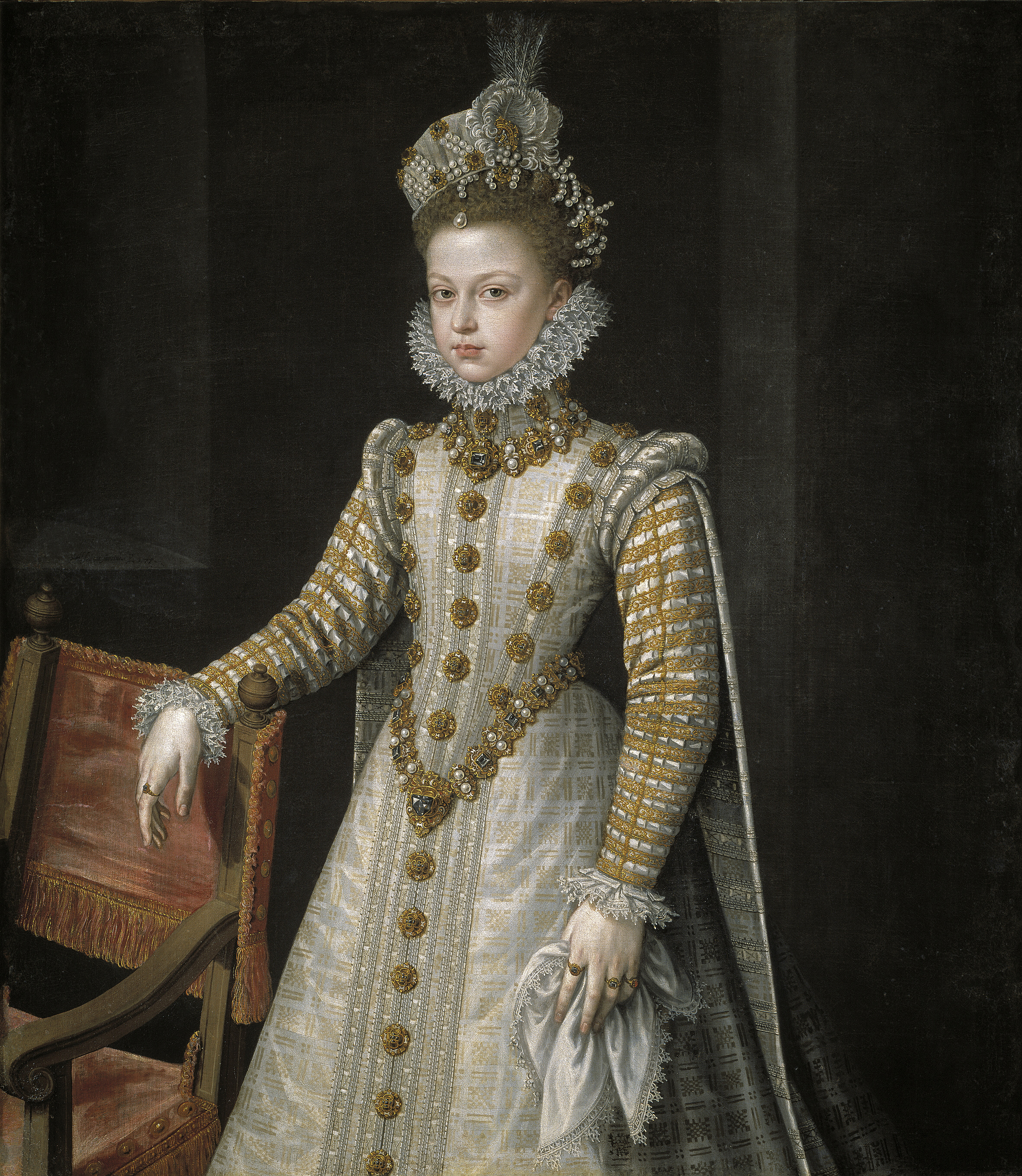
Isabel Clara Eugenia von Österreich, um 1570
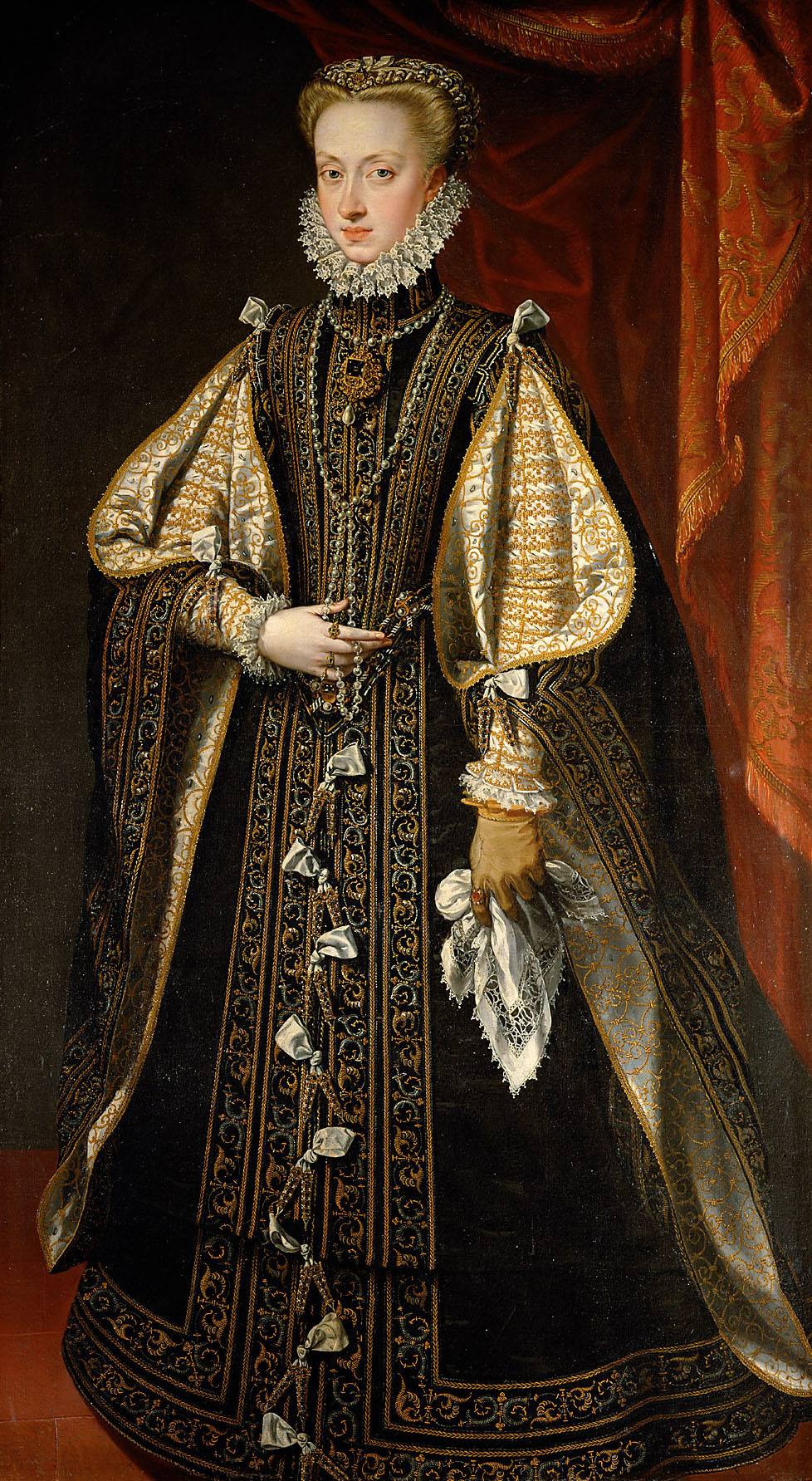
Anna von Österreich, 1571

## Rezeption
- Im The Strand Magazine erschien 1891 in London eine don Mariana Monteiro aus dem Spanischen übersetzte Erzählung für Kinder unter dem Titel The King and the Artist die von einer Begegnung Sánchez Coellos und König Philipp handelt.[7]